# Сосенки (Нижегородская область)
Сосенки — сельский посёлок в Воротынском районе Нижегородской области. Входит в состав Отарского сельсовета.
Посёлок располагается в 7 км от районного центра на дороге Воротынец — Лысая Гора и в 2 км от административного центра сельсовета — села Отары.